# Arrondissement de Katakel
L'arrondissement de Katakel est l'un des arrondissements du Sénégal. Il est situé dans le département de Kaffrine et la région de Kaffrine.
Il a été créé par un décret du 10 juillet 2008.
Il compte quatre communautés rurales :
- Communauté rurale de Diamagadio
- Communauté rurale de Diokoul Mbelbouck
- Communauté rurale de Kathiotte
- Communauté rurale de Médinatoul Salam 2

Son chef-lieu est Katakel.